# Romance Is a Bonus Book
Romance is a Bonus Book (Hangul: 로맨스는 별책부록; RR: Romaenseuneun Byeolchaekburok) är en sydkoreansk tv-serie med bland andra Lee Na-young och Lee Jong-suk i rollerna. Serien hade premiär 26 januari 2019 på tvN.

## Beskrivning
Serien följer livet för anställda på ett förlag.

## Rollista (i urval)
- Lee Na-young – Kang Dan-yi (37 år)
- Lee Jong-suk – Cha Eun-ho (32 år)
- Jung Yoo-jin – Song Hae-rin (29 år)[2]
- Wi Ha-joon – Ji Seo-joon (29 år)[3]

## Produktion
Den första manusläsningen hölls den 26 oktober 2018 med närvaro av skådespelarna och filmpersonalen.
Denna serie är Lee Na-youngs första serie på tv efter nio år och Lee Jong-suk:s första romantiska komedi.

## Musik

### Del 1
| 1.           | A Story I Couldn't See (나는 볼 수 없던 이야기) | Jannabi      | 3:46 |
| 2.           | A Story I Couldn't See (Inst.)                  |              | 3:46 |
| Total längd: | Total längd:                                    | Total längd: | 7:32 |

### Del 2
| 1.           | Rainbow (레인보우) | Rothy        | 3:31 |
| 2.           | Rainbow (Inst.)    |              | 3:31 |
| Total längd: | Total längd:       | Total längd: | 7:02 |

### Del 3
| 1.           | All I Do (그대만 떠올라) | Roy Kim      | 4:26 |
| 2.           | All I Do (Inst.)         |              | 4:26 |
| Total längd: | Total längd:             | Total längd: | 8:52 |